# Albert Hackett
Albert Hackett (New York, 16 febbraio 1900 – New York, 16 marzo 1990) è stato un attore e sceneggiatore statunitense.
Ebbe fin dal 1909, un'intensa esperienza di attore bambino in teatro e nel cinema muto per dedicarsi quindi dal 1930 al lavoro di sceneggiatore. Sposato con Frances Goodrich, firmò insieme alla moglie numerose sceneggiature, molte delle quali furono candidate al Premio Oscar.

## Biografia
Albert Hackett nasce New York nel 1900. La madre, l'attrice Florence Hackett, lo avvia fin da giovanissimo alla carriera attoriale, assieme al fratello minore Raymond Hackett. Albert debutta a Broadway nel 1909 nella commedia The Happy Marriage. Nel 1912 esordisce sullo schermo in A College Girl, un film a un rullo della Lubin Manufacturing Company. Come attore bambino Albert gira una quindicina di film, tra il 1912 e il 1915, talora al fianco della madre o del fratello, tornando al teatro a Broadway nel 1916 in Just a Woman.
Dopo una breve pausa con il passaggio dall'adolescenza, la sua carriera riprende vigore come giovane attore al cinema (dove tra il 1917 e il 1922 è impegnato in un'altra decina di pellicole) e quindi di nuovo a Broadway negli anni Venti in una lunga serie di produzioni teatrali. Il suo ultimo film è del 1930: Hackett riprende in Whoopee! il personaggio che aveva interpretato due anni prima sul palcoscenico. Whoopee! era una commedia musicale prodotta da Florenz Ziegfeld che aveva avuto a teatro un grandissimo successo. Successo replicato anche nella versione cinematografica.
Nel settembre 1930 esordì come scrittore e sceneggiatore in Up Pops the Devil, una commedia a Broadway e quindi un film di A. Edward Sutherland alla cui sceneggiature collaborò insieme a Frances Goodrich, Arthur Kober e Eve Unsell. Nel 1934, firmò L'uomo ombra, film per cui venne candidato agli Oscar insieme alla moglie Frances Goodrich, anch'ella sceneggiatrice. Il lavoro di scrittore e sceneggiatore diventa l'attività principale della sua vita, tornando al ruolo di attore soltanto nel 1941 a Broadway per il ruolo di protagonista in Mr. and Mrs. North.
Sempre con la moglie scrisse la sceneggiatura del film La vita è meravigliosa nel 1946, l'originale de Il padre della sposa del 1950, film per cui ricevette un'altra candidatura agli Oscar e Sette spose per sette fratelli, l'ultima per lui e la moglie.
Lavorò anche ad alcune scritture teatrali, fra cui nel 1955 un adattamento del Diario di Anna Frank.

## Filmografia

### Attore
- A College Girl (1912)
- The Violin's Message (1912)
- The Wooden Bowl (1912)
- The Spoiled Child (1912)
- Just Pretending (1912)
- Two Boys (1912)
- Annie Rowley's Fortune, regia di Arthur V. Johnson (1913)
- The School Principal, regia di Arthur V. Johnson (1913)
- The Lost Child, regia di Joseph W. Smiley (1914)
- The Lie, regia di Edgar Jones (1914)
- A Prince of Peace, regia di Edgar Jones (1915)
- The House Party (1915)
- Black Fear, regia di John W. Noble (1915)
- The Boy Who Cried Wolf, or The Story of a Boy Scout, regia di Edward H. Griffith (1917)
- The Venus Model, regia di Clarence G. Badger (1918)
- Come Out of the Kitchen, regia di John S. Robertson (1919)
- The Career of Katherine Bush, regia di Roy William Neill (1919)
- Fata di bambole (Anne of Green Gables), regia di William Desmond Taylor (1919)
- Away Goes Prudence, regia di John S. Robertson (1920)
- The Good-Bad Wife, regia di Vera McCord (1920)
- Molly O', regia di F. Richard Jones (1921)
- The Country Flapper, regia di F. Richard Jones (1922)
- A Woman's Woman, regia di Charles Giblyn (1922)
- The Darling of the Rich, regia di John G. Adolfi (1922)
- Whoopee, regia di Thornton Freeland (1930)

### Sceneggiatore
- Up Pops the Devil, regia di A. Edward Sutherland - sceneggiatura con Frances Goodrich, Arthur Kober e Eve Unsell (1931)
- L'uomo ombra (The Thin Man), regia di W. S. Van Dyke - sceneggiatura (1934)
- Incatenata (Chained), regia di Clarence Brown - sceneggiatura (1934)
- Rose Marie, regia di W.S. Van Dyke II - sceneggiatura (1936)
- Le schiave della città (Lady in the Dark), regia di Mitchell Leisen - sceneggiatura (1944)
- La vita è meravigliosa (It's a Wonderful Life), regia di Frank Capra - sceneggiatura con Frances Goodrich e Frank Capra (1946)
- Il pirata (The Pirate), regia di Vincente Minnelli (1948)
- Tre ragazze di Broadway (Give a Girl a Break), regia di Stanley Donen - sceneggiatura (1953)
- Sette spose per sette fratelli (Seven Brides for Seven Brothers), regia di Stanley Donen - sceneggiatura con Frances Goodrich e Dorothy Kingsley (1954)

## Teatro

### Attore
- The Happy Marriage (1909)
- Just a Woman (1916)
- Up the Ladder (1922)
- The Nervous Wreck (1923-24)
- Twelve Miles Out (1925-26)
- Off-Key (1927)
- Ten Per Cent (1927)
- Mirrors (1928)
- Whoopee (1928-29)
- Up Pops the Devil (1930-31)
- Mr. and Mrs. North (1941)

### Sceneggiatore
- Up Pops the Devil (1930-31)
- Everybody's Welcome (1931-32)
- Bridal Wise (1932)
- The Great Big Doorstep (1942)
- Il Diario di Anna Frank (1955-57)